# 福成村 (鳥取県)
福成村（ふくなりそん）は、鳥取県日野郡にあった村。現在の日野郡日南町の一部にあたる。

## 地理
- 河川：石見川[3]、近江川[4]
- 山岳：大倉山[3]、花見山[3]、明石山[3]

## 歴史
- 1889年（明治22年）10月1日、町村制の施行により、日野郡神戸上村、花口村が合併して村制施行し、福成村が発足[1][2]。旧村名を継承した神戸上、花口の2大字を編成[2]。日野郡石見村と組合村を結成した[2]。
- 1912年（大正元年）12月28日、日野郡石見村と合併し、石見村が存続して廃止された[1][2]。合併後、石見村大字神戸上・花口となる[2]。

## 産業
- 農業、林業[3]
- 産物：薪炭[4]
- 大字神戸上では古来和鉄製造に関連の鉄穴流しが行われたが、大正期に途絶えている[3]。